# Ruski Krstur
Ruski Krstur (srbsky Руски Крстур, rusínsky Руски Керестур, maďarsky Bácskeresztúr) je vesnice v opštině Kula v srbské Vojvodině. V roce 2011 měla 4585 obyvatel, z nich je okolo 85 % rusínské národnosti.
Vesnice se svým jihozápadním dílem dotýká kanálu Kosančić-Mali Stapar, který je součástí kanálu DTD. Vesnicí prochází silnice M-3 z Bogojeva do Karavukova.

## Historie
Ruski Krstur je nejstarší vesnicí na území Vojvodiny, která je osídlená Rusíny. Je známá také pod původním názvem Bač Kerestur. V roce 1751 získala obec svůj status poté, co se do ní přistěhovalo okolo 80 rusínských rodin ze severozápadní části bývalých Uher. Obec byla vybudována stejným způsobem, jako řada dalších sídel v jižních Uhrách, které vznikly v polovině 18. století; s pravoúhlými ulicemi šířky přes 10 m.
Hlavní kolonizační vlna se uskutečnila v letech 1745 a 1746 a kolonisté přišli z okolí Košic, Užhorodu a Miskolce. V roce 1784 zde byl vysvěcen řeckokatolický kostel sv. Mikuláše. Do druhé světové války se obec podařilo elektrifikovat a vznikla zde také tiskárna, která sloužila pro rusínskou komunitu na území tehdejšího jugoslávského království.
Počet obyvatel začal v druhé polovině 20. století a na začátku 21. století klesat především v souvislosti s vystěhovalectvím z obce směrem do zemí západní Evropy a Severní Ameriky. Zatímco v roce 1991 měla obec 5653 obyvatel, o deset let později měla již o tisíc lidí méně.

## Sport
V roce 1923 byl v Ruském Krsturu založen fotbalový klub Rusin, a později i sportovní spolek, který pod stejným názvem provozoval několik týmů v řadě různých dalších sportů. Dodnes zde existuje např. házenkářský klub, šachový tým, tenisový apod.